# Roland Blum
Pour les articles homonymes, voir Blum.
Roland Blum, né le 12 juillet 1945 aux Pennes-Mirabeau (Bouches-du-Rhône), est un avocat et homme politique français. Il est notamment député des Bouches-du-Rhône de 1986 à 2012

## Biographie

### Famille, jeunesse et formation
Après des études au lycée Thiers de Marseille, Roland Blum est admis à Sciences Po Aix, dont il obtient le diplôme en 1970. Licencié en droit, diplômé d'études supérieures de droit public, Roland Blum est également lauréat de cette faculté.

### Carrière professionnelle
Avocat au Barreau de Marseille depuis 1978.

### Parcours politique
Il commence sa carrière politique en étant élu conseiller général en mars 1979, puis réélu en 1985 dans le canton de Marseille-6. En mars 1992, il est réélu dans le canton de Marseille-10. De 1979 à 1998, il préside le groupe UDF/RPR du conseil général. En 2004, il est à nouveau élu dans le canton de Montolivet mais démissionne l'année suivante conformément à la loi interdisant le cumul des mandats.
En 1984, il est élu député au Parlement européen sur la liste UDF conduite par Simone Veil. Il siège à Strasbourg d'avril 1986 à avril 1987.
Élu une première fois député des Bouches-du-Rhône au scrutin proportionnel plurinominal le 16 juin 1986, Roland Blum est, avec le retour au scrutin majoritaire, élu dans la première circonscription des Bouches-du-Rhône en juin 1988, puis réélu sans discontinuer jusqu'au 19 juin 2012. À partir de 2002, il fait partie du groupe UMP.
À l'Assemblée nationale, Roland Blum est membre de la commission de la production et des échanges, puis, à partir de 1993, de la commission des affaires étrangères dont il est le secrétaire puis le vice-président de 2002 à 2007.
Vice-président de la délégation française à l'OSCE de 2002 à 2012, il devient en 2008 président de la commission économique et de l'environnement de l'Assemblée parlementaire de l'OSCE.
En 2007, il devient membre de l'Assemblée parlementaire du Conseil de l'Europe.
Au conseil municipal de Marseille, il est élu pour la première fois en 1983 sur la liste UDF/ RPR conduite par Jean-Claude Gaudin. Il est depuis constamment réélu aux élections municipales de 1989, 1995, 2001, 2008 et 2014. Conseiller municipal délégué aux affaires sociales et à la politique de la ville en 1995, il est élu maire du sixième secteur de Marseille de 2001 à 2008 et premier adjoint au maire de Marseille de 2008 à 2014.
En 2014, il devient 2e adjoint délégué aux finances, budget et port. Il est également président de la commission des Finances de la ville de Marseille.
Conseiller communautaire depuis 2001, il devient en 2014 président de la commission de maîtrise des coûts de la CUM Marseille Provence Métropole. Conseiller métropolitain depuis 2015, il est élu en avril 2016 vice-président de la Métropole Aix Marseille Provence chargé des finances.
Roland Blum est, depuis 2008, membre du conseil de surveillance du Grand port maritime de Marseille.
En 2009, il est chargé de mission pour une durée de six mois auprès de Dominique Bussereau, secrétaire d’État chargé des Transports.

## Controverses

### Affaire Al-Durah
Roland Blum est le premier député français à avoir interpellé le gouvernement sur « l'affaire Mohamed Al-Durah », un reportage qui « pourrait s'avérer être une mise en scène au sujet de laquelle le président-directeur général de France Télévisions et la directrice de l'information de France 2 auraient été sollicités pour fournir des explications sur une éventuelle imposture médiatique ».
Ce faisant, il se sera fait l'écho de théories du complot  ayant donné lieu à diverses condamnations pour diffamation (notamment a l’égard de Philippe Karsenty).

### Carpentras
Deux semaines après la profanation du cimetière juif de Carpentras, Roland Blum, président du groupe UDF au conseil général des Bouches-du-Rhône, déclare au journal Le Provençal du 23 mai 1990 : « La condamnation absolue de l'affaire de Carpentras a été faite ».
Dès les élections législatives de 1988, Jean-Claude Gaudin, président du Conseil régional de Provence-Alpes-Côte d'Azur, avait en effet passé des accords de désistement réciproque avec le Front national au niveau départemental. Au niveau régional, un accord de gestion avait été conclu en 1986 mais pas renouvelé en 1992 où lors de ces élections, Jean-Claude Gaudin avait été réélu après avoir battu les listes conduites par Bernard Tapie et Jean-Marie Le Pen.

### Commission d'enquête
En 2003, à la suite des enquêtes de Marie-Monique Robin, publiés sous le titre Escadrons de la mort, l'école française, les députés Verts demandent la constitution d'une commission d'enquête parlementaire sur l'aide apportée par la France aux régimes militaires latino-américains entre 1973 et 1984. Roland Blum est alors chargé de rédiger un rapport pour le compte de la commission des affaires étrangères de l'Assemblée nationale, alors présidée par Édouard Balladur. Conformément aux conclusions de son rapport, la demande est rejetée.

## Mandats
- 26/03/1979 - 17/03/1985 : Membre du Conseil général des Bouches-du-Rhône
- 14/03/1983 - 19/03/1989 : Membre du conseil municipal de Marseille
- 24/07/1984 - 04/04/1987 : Député européen
- 18/03/1985 - 29/03/1992 : Membre du conseil général des Bouches-du-Rhône
- 02/04/1986 - 14/05/1988 : Député des Bouches-du-Rhône
- 13/06/1988 - 01/04/1993 : Député de la première circonscription des Bouches-du-Rhône
- 20/03/1989 - 18/06/1995 : Membre du conseil municipal de Marseille
- 30/03/1992 - 22/03/1998 : Membre du conseil général des Bouches-du-Rhône
- 02/04/1993 - 21/04/1997 : Député de la première circonscription des Bouches-du-Rhône
- 19/06/1995 - 18/03/2001 : Membre du conseil municipal de Marseille
- 01/06/1997 - 18/06/2002 : Député de la première circonscription des Bouches-du-Rhône
- 18/03/2001 - 16/03/2008 : Maire du sixième secteur de Marseille ; membre du conseil municipal de Marseille
- 18/06/2002 - 17/06/2007 : Député de la première circonscription des Bouches-du-Rhône
- 29/03/2004 - 31/01/2005 : Membre du conseil général des Bouches-du-Rhône
- 19/06/2007 - 18/06/2012 : Député de la première circonscription des Bouches-du-Rhône
- 21/03/2008 - 25/03/2014 : Premier adjoint au maire de Marseille
- 25 mars 2014- 4 juillet 2020 :  Adjoint délégué aux finances, budget et port.

## Distinctions
- Chevalier de la Légion d'honneur le 1er janvier 2013[6].